# Жуль Біго
Жуль Біго (фр. Jules Bigot, 22 жовтня 1915, Бюллі-ле-Мін — 24 жовтня 2007, Лілль) — французький футболіст, що грав на позиції нападника, зокрема за національну збірну Франції.
По завершенні ігрової кар'єри — тренер.

## Клубна кар'єра
У дорослому футболі дебютував 1932 року виступами за команду «Буллі-лес-Мін», в якій провів один сезон. 
Своєю грою за цю команду привернув увагу представників тренерського штабу клубу «Олімпік» (Лілль), до складу якого приєднався 1933 року. Відіграв за команду з Лілля наступні шість сезонів своєї ігрової кар'єри. У складі лілльського «Олімпіка» був одним з головних бомбардирів команди, маючи середню результативність на рівні 0,52 гола за гру першості.
Протягом німецької окупації Франції (1940—1944) грав за «Марсель», «Сент-Етьєн» та «Лілль-Фландр».
1944 року став гравцем «Лілля», у складі якого провів наступні шість років своєї кар'єри гравця. За цей час вигравав чемпіонат Франції та став триразовим володарем Кубка Франції.
Завершив ігрову кар'єру у команді «Гавра», за яку виступав протягом 1950—1951 років.

## Виступи за збірну
1936 року дебютував в офіційних матчах у складі національної збірної Франції. Протягом наступного десятиріччя провів у її формі лише 6 матчів, забивши один гол.

## Кар'єра тренера
Протягом 1950—1951 років був граючим тренером «Гавра», після чого ще протягом сезону після завершення ігрової кар'єри тренував цю команду.
Згодом протягом 1952–1966 років тренував «Руан», «Тулузу», «Ланс», бельгійський «Серкль» та «Лілль».
Останнім місцем тренерської роботи був бельгійський «Гент», головним тренером якого Жуль Біго був з 1966 по 1967 рік.
Помер 24 жовтня 2007 року на 93-му році життя в Ліллі.

## Титули і досягнення

### Як гравця
- Чемпіон Франції (1):

«Лілль»: 1945-1946
- Володар Кубка Франції (3):

«Лілль»: 1945-1946, 1946-1947, 1947-1948

### Як тренера
- Володар Кубка Франції (1):

«Тулуза»: 1956-1957